# トヨタ・WiLL サイファ
WiLL サイファ（ウィル サイファ、 WiLL Cypha ）は、トヨタ自動車でかつて生産、販売されていたハッチバック型の乗用車である。

## 概要
WiLLブランドの自動車第3弾として発売され、2000年・2001年に登場したWiLL ViやWiLL VSとは異なるコンセプトで2002年10月に発売された。デザインコンセプトは「ディスプレイ一体型ヘルメット」。
プラットフォームを初代ヴィッツと共有する。エンジンは前輪駆動（FF）が2NZ-FE型 1.3L 、四輪駆動(4WD)が1NZ-FE型 1.5L、共に直列4気筒エンジンを採用し、トランスミッションは4速ATである。
ネットワーク社会とクルマが融合する「サイバーカプセル」がテーマ。広告キャッチコピーは「育てるクルマ」（CMのナレーションでは「自分以上に育てるクルマ」）。
この車種はトヨタで初めて車載情報通信サービスの「G-BOOK」に対応しており、対応車載機（カーナビゲーションシステム）を標準装備していた。そのためトヨタのコンパクトカーとしては初となる2DIN＋2DINのオーディオ別体ナビゲーションでもあった。
また、｢P-way｣と呼ばれる、斬新なカーリースプランが用意されていた。携帯電話のように、基本料金＋走行距離従量制料金が月額リース料金として請求され、その走行距離は搭載されているG-BOOK端末から送信される走行距離情報で計算されるというものだった。当初は、販売数の5％程度の契約を見込んでいたが、新しい販売手法として注目が高く、実際には17％と大きく上回った。しかし、利用客の走行距離が想定していたよりも短かったため、採算割れになることから2003年7月で取り扱い終了となった。
2004年4月のビスタ店の統合、6月にはカローラ店に同クラスのパッソの登場、さらには2005年2月にヴィッツがフルモデルチェンジしたことで、WiLLプロジェクト終了と同時に2代目ヴィッツに統合される形で2005年7月に生産終了、8月に販売終了となった。
トヨタカローラ店とネッツ店（旧・トヨタビスタ店）で取り扱われていた。

## 型式 NCP7#型 (2002年～2005年)
- 2001年10月 - 第35回東京モーターショーにてWiLL VCとして参考出品。開発中のG-BOOKの搭載車として注目を集めた。
- 2002年10月21日 - 販売を開始。
- 2003年8月 - 一部改良。ボディカラーではMIDORIを廃止し、DAIDAIを追加したほか、G-BOOK端末の操作性を改善した[注 2][8]。メーカー希望小売価格は据え置いた[8]。
- 2004年
  - 2月 - 一部変更。高性能な触媒の開発やピストン、エキゾーストマニホールドなどの細部の最適化によって、平成17年基準排出ガス50％低減レベルの認定を受けた。
  - 4月 - 一部変更。改正消費税法第63条の2に基づく総額表示義務化施行に対処した。メーカー希望小売価格は据え置いた[9]。
- 2005年
  - 7月 - 生産終了。在庫対応分のみの販売となる。
  - 8月 - 販売終了。2代目ヴィッツに統合される。

## 車名の由来
CYBER（サイバー）とPHAETON（フュートン／馬車の意）の造語。

## その他
- 株式会社角川書店と共同で、WiLL サイファを劇用車とし、菊川怜が主演する「ウェブ専用インタラクティブショートシネマ[注 3]」を制作し、期間限定で無料配信した[12][11]。
- 異業種合同プロジェクトWiLLの参画企業である松下電器産業株式会社と、同社がWiLL サイファと同時期に新発売したSDカードを記録媒体とするマルチカメラWill D-snapで撮影した動画等を、SDカードを介してWiLL サイファに搭載のG-BOOKで再生できることなどから、両製品の外装色を揃えるなどのクロス・プロモーションを実施した[13]。
- 株式会社ファミリーマートと提携し、WiLL サイファを3時間1,000円で借りることができる「コンビニレンタカー」を、2002年11月から一部地域のファミリーマートで開始すると報じられた[14][15][16]。
- 株式会社博多大丸は創業50周年特別企画として2003年8月から、WiLL サイファをもとにトヨタビスタ福岡株式会社並びに株式会社トヨタモデリスタインターナショナルと共同で製作したカスタム車D-Modeを100台限定で発売した[17][18]。